# سالوادور سادورنی
سالوادور سادورنی (انگلیسی: Salvador Sadurní؛ زادهٔ ۳ آوریل ۱۹۴۱) یک بازیکن فوتبال، و دروازه‌بان اهل اسپانیا است.
از باشگاه‌هایی که در آن بازی کرده‌است می‌توان به بارسلونا اشاره کرد.
وی همچنین در تیم ملی فوتبال اسپانیا بازی کرده‌است.